# هيسكي للطاقة

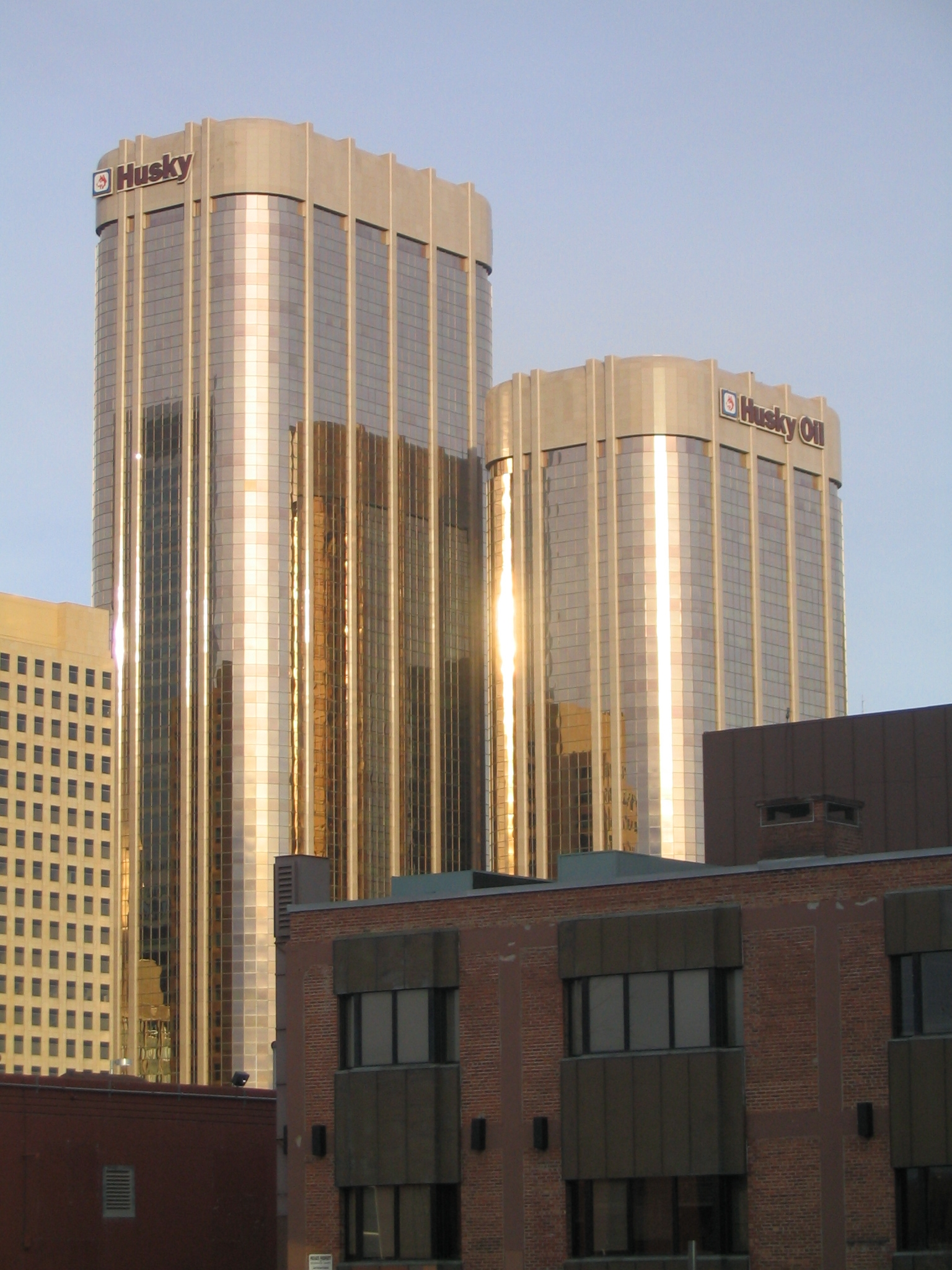
مقر الاسكيمو النفط في كالجاري

هيسكي للطاقة. هي شركة طاقة متكاملة مقرها كندا ، ومقرها في كالجاري ، ألبرتا . يتم تداول أسهمها العامة في بورصة تورونتو تحت الرمز (HSE). تعمل الشركة في غرب وغرب المحيط الأطلسي، والولايات المتحدة ومنطقة آسيا والمحيط الهادئ، مع قطاعات الأعمال في المنبع والمصب. يتم التحكم في هيسكي للطاقة من قبل الملياردير في هونج كونج لي كا شينج ، الذي يمتلك حصة الأغلبية البالغة حوالي 70٪ وفقًا لبيانات بلومبيرغ إل بي  و فينانشيال بوست.

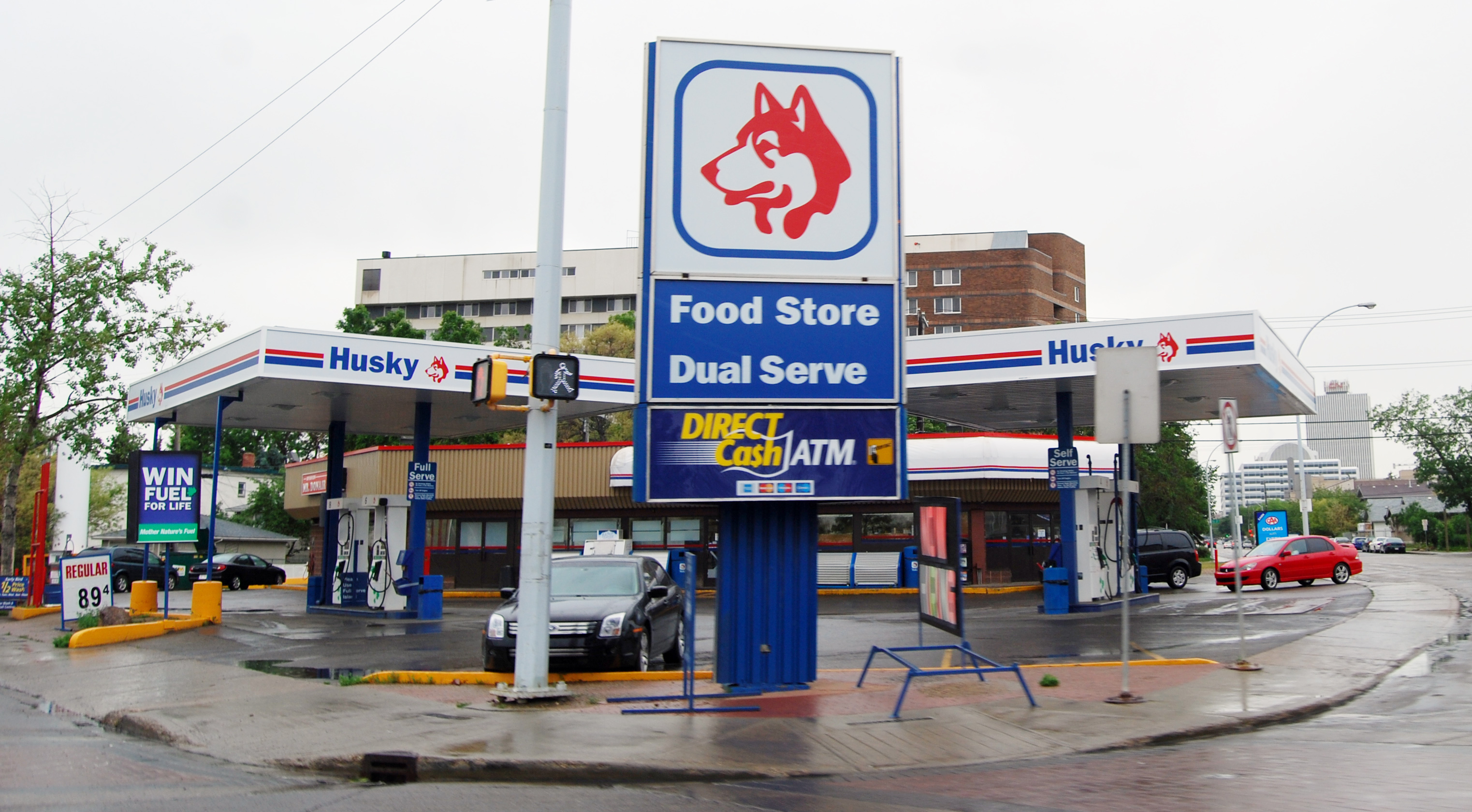
محطة وقود الاسكيمو ، وسط مدينة ادمونتون ، ألبرتا.

## روابط خارجية
- الموقع الرسمي
- وظائف الإسكيمو الطاقة